# Président du gouvernement de Voïvodine
Le président du gouvernement de Voïvodine est le chef du gouvernement de Voïvodine, province autonome de la Serbie.

## Liste des titulaires

### Province autonome socialiste de Voïvodine
1. Aleksandar Šević (9 avril 1945 - 5 septembre 1948)
2. Luka Mrkšić (5 septembre 1948 - 20 mars 1953)
3. Stevan Doronjski (20 mars 1953 - décembre 1953)
4. Géza Tikvicki (décembre 1953 - 22 juillet 1962)
5. Đurica Jojkić (22 juillet 1962 - 18 juillet 1963)
6. Ilija Rajačić (18 juillet 1963 - 20 avril 1967)
7. Stipan Marušić (20 avril 1967 - octobre 1971)
8. Franjo Nađ (octobre 1971 - 6 mai 1974)
9. Nikola Kmezić (6 mai 1974 - 5 mai 1982)
10. Živan Marelj (5 mai 1982 - mai 1986)
11. Ion Srbovan (mai 1986 - 24 octobre 1989)
12. Sredoje Erdeljan (24 octobre 1989 - 1989)
13. Jovan Radić (1989 - 1990)

### Province autonome de Voïvodine
1. Jovan Radić (1990 - 1991)
2. Radoman Božović (1991 - 23 décembre 1991)
3. Jovan Radić (23 décembre 1991 - juillet 1992)
4. Koviljko Lovre (juillet 1992 - février 1993)
5. Boško Perošević (février 1993 - 13 mai 2000)
6. Damnjan Radenković (13 mai 2000 - 23 octobre 2000)
7. Đorđe Đukić (23 octobre 2000 - 30 octobre 2004)
8. Bojan Pajtić (30 octobre 2004 - 20 juin 2016)
9. Igor Mirović (20 juin 2016 - 8 mai 2024)
10. Maja Gojković (depuis le 8 mai 2024)